# Maurens (Dordogne)
Maurens korábbi község Franciaországban, Dordogne megyében. Lakosainak száma 1052 fő (2018. január 1.). Maurens Saint-Julien-de-Crempse, Saint-Jean-d’Eyraud és Laveyssière községekkel határos.
2019. január 1-jén három másik korábbi községgel egyesült és az így létrejött Eyraud-Crempse-Maurens új község része lett.

## Népesség
A település népességének változása:
| Lakosok száma | 1046 | 1045 | 1071 | 1050 | 1052 |
|               | 2013 | 2015 | 2016 | 2017 | 2018 |